# Pantera
För andra betydelser av ordet "Pantera," se Pantera (olika betydelser).
Pantera är ett amerikanskt groove metal-band från Arlington i Texas som bildades 1981. Bandet nådde framgång samtidigt som Metallica, Slayer, Megadeth och Anthrax och var en viktig del i utvecklingen av subgenren US groove metal.
Pantera spelade i över nio år innan de nådde riktig kommersiell framgång med albumet Cowboys From Hell. Därefter blev de ett av de mest hyllade banden under 1990-talet och har ofta framhållits som ett av de mest inflytelserika banden någonsin inom genren. Trots bandets stora framgångar led de av konflikter och problem mellan bandmedlemmarna, vilket ledde till upplösning av bandet 2003. Gitarristen Dimebag Darrell blev skjuten till döds 2004 när han spelade i sitt senare band Damageplan. Pantera har sålt omkring 14 miljoner skivor världen över.

## Historia

### Bildandet och de tidiga åren
Bandet bildades 1981 av Dimebag Darrell och hans bror Vinnie Paul, gitarrist respektive trummis. Kring starten av bandet förekom ett fåtal olika  sångare och basister, men bandet slutade med Rex Brown som basist. Sångare vid denna tid var Terry Glaze som medverkade på de tre "bortglömda" albumen Metal Magic, I Am the Night och Projects in the Jungle. Under eran med Glaze spelade bandet mer 80-talstypisk glam-metal och den är i dag nästan helt bortglömd eller ignorerad av de flesta fansen. Glaze sparkades eftersom resten av bandet sedermera ville byta inriktning från den sminkade glamrocken till grövre groove metal. Resten av bandet gick igenom tre olika sångare innan man bestämde sig för New Orleans-sångaren Phil Anselmo. Bandets nästa album Power Metal, 1988, speglar skiftet från Glaze till Anselmo med ett sound som influerats av tidens nya stora musiker. 1986 kom både Metallica med Master of Puppets och Slayer med Reign in Blood vilket starkt gett inspiration till bandets förändring.

### Genomslag och senare åren
Efter Power Metal provspelade Dimebag för Megadeth eftersom de saknade en gitarrist. Han insisterade på att hans bror skulle få komma med som trummis. Han tackade nej när Vinnie inte fick gå med i bandet. Vinnie Paul och Dimebag fokuserade åter på Pantera som fick ett skivkontrakt med ett större skivbolag efter Power Metal och 1990 släpptes Cowboys From Hell, som blev deras dittills största framgång och gav bandet stor uppmärksamhet. Både många fans och bandet själva ser detta album som deras debutalbum. Efter Cowboys From Hell kom Vulgar Display of Power 1992 som blev deras största framgång som band, framför allt med låtar som "Walk", "Fucking Hostile" och "Mouth For War" och över två miljoner sålda exemplar. Far Beyond Driven kom ut 1994 och stilen på musiken var ännu aggressivare, och albumet belönades med en nominering till en Grammy för bästa metal-framförande med låten "I'm Broken". Far Beyond Driven nådde även förstaplatsen på amerikanska Billboard-listan över sålda album.
Två år senare, 1996, kom albumet The Great Southern Trendkill ut under en tid då bandet hade problem med spänningar mellan medlemmarna. Exempelvis spelade Anselmo in sin del av albumet i New Orleans medan resten av bandet fortsatte att spela in i Texas. Bandet fortsatte att brottas med intern splittring de närmaste åren, men 2000 kom de samman och producerade Reinventing the Steel. Albumet blev deras sista gemensamma skiva, och i sviterna efter albumet och turnén upplöstes bandet 2003. 

### Efter bandets upplösning
Vinnie Paul och Dimebag gick vidare och bildade Damageplan medan Anselmo arbetade på flera olika projekt, bland annat Superjoint Ritual och Down, som har släppt tre studioalbum, och ett livedito. Rex Brown har skött basen på de senaste tre. 

#### Mordet på Darrell
Under en konsert på turné med Damageplan efter att de släppt sitt första album blev gitarristen Dimebag Darrell skjuten till döds tillsammans med tre andra på en spelning i Ohio den 8 december 2004 av 25-åriga marinsoldaten Nathan Gale. Gale sköts själv till döds av polis i samband med händelsen. Motivet är fortfarande oklart, men teorier pekar på att Gale hade mentala problem och drevs av viljan att aldrig se Pantera splittras för evigt. 
Flera musiker har uttalat sig om händelsen som en stor tragedi. Flera band har även gjort hyllningssånger eller dedicerat sånger till Dimebag. 
Efter att Anselmo fick reda på att Dimebag hade blivit skjuten reste han enligt egen utsago till Texas och väntade i fem dagar på ett hotellrum för att försöka få tag på Vinnie Paul eller någon annan i närheten av Dimebag. Till slut fick han tag på Dimebags flickvän som sa att om han kom på begravningen skulle han få sitt huvud avskjutet. Detta visar på splittringen som bandet hade efter att bandet lösts upp. I en intervju som publicerades i augusti 2006 sa Vinnie Paul att det inte fanns någon möjlighet att han skulle försonas med Anselmo: "Absolutely not. That's it."

## Influenser och attityder
Pantera har på ett flertal sätt visat att de fått influenser från andra, samtida eller äldre, band. Det kanske tydligaste exemplet är att de sparkade sin sångare (Glaze) för att följa sina nya musikaliska intressen. I samband med Glazes avgång och bandets nya inriktning hade den nydanande thrash metal-scenen, främst genom New Orleans-bandet Exhorder, men även Slayer, Metallica o.s.v., självbevisligen stor påverkan på bandet. De har även citerat Black Sabbath (implicerat under Ozzy Ozzbourne-tiden) som en stor källa för inspiration. De har bland annat spelat in covers på "Planet Caravan" (Far Beyond Driven), "Electric Funeral" (Nativity in Black II) och Hole in the Sky (The Best of Pantera). Dessutom visar de sin vördnad för Black Sabbath i sången "Goddamn Electric" genom textraden "Your trust is in whiskey and weed and Black Sabbath", vilket alterneras med "Your trust is in whiskey and weed and Slayer". 

## Övrigt
Bandet har även släppt ett flertal "hemvideor" - 3 Vulgar Videos from Hell, som delvis visar deras hårda festande och fria inställning till livet, och delvis visar deras djupare sidor och intima samband med sina fans.
Pantera har sin egen drink/dryck som kallas Black Tooth Grin, även kallad bara Black Tooth. Det är en blandning mellan Crown Royal eller Seagram 7 whisky och cola.
- Pantera betyder panter på ett flertal språk.
- Dimebag Darrell kallades inledningsvis Diamond Darrell.
- VH1 visade ett Behind the Music med Pantera i maj 2006.

## Bandmedlemmar
Senaste medlemmar
- Rex Brown – basgitarr (1982–2003, 2022-)
- Phil Anselmo – sång (1986-2003, 2022-)
- Zakk Wylde – gitarr (2022–)
- Charlie Benante – trummor (2022-)

Tidigare medlemmar
- Tommy Bradford – basgitarr (1981–1982)
- Terry Glaze (Terrence Lee Glaze) – rytmgitarr (1981–1982), sång (1982–1986)
- Donnie Hart – sång (1981–1982 & 1986)
- Rick Mythiasin – sång (1986)
- David Peacock – sång (1986)
- Matt L'Amour – sång (1986)
- Dimebag Darrell – gitarr (1981–2003)
- Vinnie Paul – trummor (1981–2003, avliden 2018)

## Diskografi

### Studioalbum
- 1983 – Metal Magic
- 1984 – Projects in the Jungle
- 1985 – I Am the Night
- 1988 – Power Metal
- 1990 – Cowboys from Hell
- 1992 – Vulgar Display of Power
- 1994 – Far Beyond Driven
- 1996 – The Great Southern Trendkill
- 2000 – Reinventing the Steel

### Livealbum
- 1997 – Official Live: 101 Proof

### EP
- 1993 – Walk
- 1994 – Alive and Hostile E.P.
- 1994 – Hostile Moments
- 2006 – Rhino Hi-Five: Pantera

### Singlar (urval)
- 1992 – "Mouth for War" (US Main. #24)
- 1994 – Planet Caravan" (US Main. #21)
- 1994 – "5 Minutes Alone" (US Main. #13)
- 1994 – "Becoming" (US Main. #12)
- 1996 – "Drag the Waters" (US Main. #29)
- 1996 – "Suicide Note" (US Main. #10)
- 1996 – "Floods" (US Main. #50)
- 1999 – "Cat Scratch Fever" (US Main. #40)
- 2000 – "Revolution Is My Name" (US Main. #28)
- 2000 – "Goddamn Electric" (US Main. #21	)
- 2000 – "I'll Cast a Shadow" (US Main. #37)
- 2012 – "Piss" (US Main. #23)

### Samlingsalbum
- 1994 – Driven Downunder Tour '94 – Souvenir Collection
- 1996 – The Singles 1991–1996
- 2003 – The Best of Pantera: Far Beyond the Great Southern Cowboy's Vulgar Hits
- 2010 – 1990-2000: A Decade of Domination